# Protein 1 nukleusnog mitotičkog aparata
Protein 1 nukleusnog mitotičkog aparata je  protein koji je kod ljudi kodiran  genom.

## Interakcije
Protein 1 nukleusnog mitotičkog aparata formira interakcije sa PIM1, ,  i EPB41L1.

## Literatura
- Sun QY, Schatten H (2006). „Role of NuMA in vertebrate cells: review of an intriguing multifunctional protein”. Front. Biosci. 11: 1137—46. PMID 16146802. doi:10.2741/1868.
- Yang CH, Lambie EJ, Snyder M (1992). „NuMA: an unusually long coiled-coil related protein in the mammalian nucleus”. J. Cell Biol. 116 (6): 1303—1317. PMC 2289379 . PMID 1541630. doi:10.1083/jcb.116.6.1303.
- Compton DA, Szilak I, Cleveland DW (1992). „Primary structure of NuMA, an intranuclear protein that defines a novel pathway for segregation of proteins at mitosis”. J. Cell Biol. 116 (6): 1395—1408. PMC 2289377 . PMID 1541636. doi:10.1083/jcb.116.6.1395.
- Lydersen BK, Pettijohn DE (1981). „Human-specific nuclear protein that associates with the polar region of the mitotic apparatus: distribution in a human/hamster hybrid cell”. Cell. 22 (2 Pt 2): 489—499. PMID 7004645. doi:10.1016/0092-8674(80)90359-1.
- Maekawa T, Kuriyama R (1993). „Primary structure and microtubule-interacting domain of the SP-H antigen: a mitotic MAP located at the spindle pole and characterized as a homologous protein to NuMA”. J. Cell. Sci. 105 (2): 589—600. PMID 8408288.
- Tang TK, Tang CJ, Chen YL, Wu CW (1993). „Nuclear proteins of the bovine esophageal epithelium. II. The NuMA gene gives rise to multiple mRNAs and gene products reactive with monoclonal antibody W1”. J. Cell. Sci. 104 (2): 249—60. PMID 8505359.
- Wells RA, Catzavelos C, Kamel-Reid S (1997). „Fusion of retinoic acid receptor alpha to NuMA, the nuclear mitotic apparatus protein, by a variant translocation in acute promyelocytic leukaemia”. Nat. Genet. 17 (1): 109—113. PMID 9288109. doi:10.1038/ng0997-109.
- Andrade F; Roy S; Nicholson D;  . (1998). „Granzyme B directly and efficiently cleaves several downstream caspase substrates: implications for CTL-induced apoptosis”. Immunity. 8 (4): 451—460. PMID 9586635. doi:10.1016/S1074-7613(00)80550-6.
- Novick D; Kim SH; Fantuzzi G;  . (1999). „Interleukin-18 binding protein: a novel modulator of the Th1 cytokine response”. Immunity. 10 (1): 127—136. PMID 10023777. doi:10.1016/S1074-7613(00)80013-8.
- Mattagajasingh SN; Huang SC; Hartenstein JS;  . (1999). „A nonerythroid isoform of protein 4.1R interacts with the nuclear mitotic apparatus (NuMA) protein”. J. Cell Biol. 145 (1): 29—43. PMC 2148212 . PMID 10189366. doi:10.1083/jcb.145.1.29.
- Clark IB, Meyer DI (2000). „Overexpression of normal and mutant Arp1alpha (centractin) differentially affects microtubule organization during mitosis and interphase”. J. Cell. Sci. 112 (20): 3507—18. PMID 10504299.
- Ye K; Compton DA; Lai MM;  . (2000). „Protein 4.1N binding to nuclear mitotic apparatus protein in PC12 cells mediates the antiproliferative actions of nerve growth factor”. J. Neurosci. 19 (24): 10747—56. PMID 10594058.
- Taimen P, Viljamaa M, Kallajoki M (2000). „Preferential expression of NuMA in the nuclei of proliferating cells”. Exp. Cell Res. 256 (1): 140—149. PMID 10739661. doi:10.1006/excr.2000.4799.
- Harborth J, Weber K, Osborn M (2000). „GAS41, a highly conserved protein in eukaryotic nuclei, binds to NuMA”. J. Biol. Chem. 275 (41): 31979—31985. PMID 10913114. doi:10.1074/jbc.M000994200.
- Gregson HC; Schmiesing JA; Kim JS;  . (2002). „A potential role for human cohesin in mitotic spindle aster assembly”. J. Biol. Chem. 276 (50): 47575—47582. PMID 11590136. doi:10.1074/jbc.M103364200.
- Du Q, Stukenberg PT, Macara IG (2002). „A mammalian Partner of inscuteable binds NuMA and regulates mitotic spindle organization”. Nat. Cell Biol. 3 (12): 1069—1075. PMID 11781568. doi:10.1038/ncb1201-1069.
- Andersen JS; Lyon CE; Fox AH;  . (2002). „Directed proteomic analysis of the human nucleolus”. Curr. Biol. 12 (1): 1—11. PMID 11790298. doi:10.1016/S0960-9822(01)00650-9.
- Haren L, Merdes A (2002). „Direct binding of NuMA to tubulin is mediated by a novel sequence motif in the tail domain that bundles and stabilizes microtubules”. J. Cell. Sci. 115 (Pt 9): 1815—24. PMID 11956313.
- Sbodio JI, Chi NW (2002). „Identification of a tankyrase-binding motif shared by IRAP, TAB182, and human TRF1 but not mouse TRF1. NuMA contains this RXXPDG motif and is a novel tankyrase partner”. J. Biol. Chem. 277 (35): 31887—31892. PMID 12080061. doi:10.1074/jbc.M203916200.